# 祖英伯
祖英伯（？—578年），范阳郡遒县（今河北省保定市涞水县）人，北齐、北周时人。

## 生平
北周宣政元年（578年）闰六月，周武帝宇文邕北伐突厥，抵达云阳，周武帝因为疾病严重而撤军，不久就去世了。祖英伯、卢昌期、宋护等人趁机在范阳郡举兵造反，占据了范阳郡，迎奉高绍义，卢昌期的堂弟卢思道也参与其中。北周派宇文神举带领崔弘度等人讨伐，高保宁引领高绍义集合各族数万骑兵来救援，援兵抵达之前，宇文神举攻克了范阳郡活捉了祖英伯和卢昌期。宇文神举认为祖英伯有壮烈的节操，想要下令饶恕他，北周的士兵已经将祖英伯大腿的肉割下鹅蛋般大小，祖英伯神色不变，宇文神举于是派人将他诛杀。